# Derna (gemeente)
Derna is een Libische gemeente in het noordoosten van het land. Hoofdstad van de gemeente is de stad Derna.

## Geografie
In het noorden grenst Derna aan de Middellandse Zee. Andere gemeenten waar Derna aan grenst zijn:
- Al Butnan - oosten
- Al Jabal al Akhdar - westen
- Al Wahat - zuiden

## Geschiedenis
Tot de herindeling van Libië in 2007 bestond de gemeente uit de stad Derna en haar directe omgeving en had een grootte van 4.908 km². Bij de herindeling van 2007 werden een aantal gemeenten opgeheven en grenzen verlegd, waardoor de gemeente Al Qubah onder meer van de nieuwe gemeente Misratah deel van ging uitmaken. De nieuwe gemeente heeft een omvang van 19.630 km² en telde in 2006 163.351 inwoners.
In september 2023 werd de gemeente tijdens de orkaan Daniel getroffen door zware regenval, waardoor twee stuwdammen braken. Door de overstromingen werd een vijfde van de stad Derna weggespoeld, en er vielen duizenden doden en vermisten.
Benghazi ·
Al Butnan ·
Derna ·
Ghat ·
Al Jabal al Akhdar ·
Al Jabal al Gharbi ·
Al Jfara ·
Al Jufrah ·
Al Kufrah ·
Al Marj ·
Misratah ·
Al Murgub ·
Murzuq ·
Nalut ·
An Nuqat al Khams ·
Sabha ·
Sirte ·
Tripoli ·
Wadi Al Hayaa ·
Wadi Al Shatii ·
Al Wahat ·
Az Zawiyah